# 布鲁姆 (西澳大利亚州)
布鲁姆镇（英文：Broome），旧译作“布冧埠”，位处澳大利亚西澳大利亚州金伯利地区之布鲁姆郡（英文：Shire of Broome）西缘海边，是个热门旅游目的地。
布鲁姆镇的珍珠产业，在很久以前，就已经蜚声国际，现在依然蓬勃，且有不少商店售卖珍珠及相关货品。游客可以在当地养殖场观察珍珠养殖，或者从当地的珍珠博物馆了解早期成群涌向这里的日本、马来西亚和菲律宾采珠人的故事。镇中建有日本人墓地，近千名殉职的日本采珠人在此入土为安。
有史以来，最早在此定居的是澳洲原住民中的雅乌鲁族群。首个到达的欧洲人是英国探险家威廉·丹皮尔，他曾经在1688年和1699年两次到访该地，其很多地貌特征都由他命名。
鎮內的Chinatown（唐人街），曾是該地的核心，在第一次世界大戰之前稱為Japtown（日本街）。這裏有異於其他唐人街——在過去，不只華裔人，其他亞洲族群、歐洲族群和澳洲原住民族群一早滙聚於此。布鲁姆镇之中文舊稱為“布冧埠”，這名字可見於布冧埠華人公墓（Broome Chinese Cemetery）和布冧華人公會（Broome Chinese Community）等眾多歴史地標的牌坊上。
镇中心以西约7公里处，是长达22.5公里的开布尔海滩。除了一般沙滩活动之外，那里视乎区域，也准许放狗、驾车、露体……这使其在过于挤拥时，偶有意外。三家商户饲养骆驼，供游客在此骑乘取乐。
该镇西南端海岸的甘索姆角(Gantheaume Point)石礁上，有1.3億年歷史的恐龍腳印，潮退时会暴露出来。。
此镇的布鲁姆国际机场同澳大利亚几个大小飞机场之间有直达航线，其首条国际航线(连接星加坡)筹备建立中。Broome Road连接它与重要幹道Great Northern Highway。它亦有码头Port of Broome，最大泊位长331米，能容纳排水量达40000吨的船。